# لی مارشال (بازیکن فوتبال)
لی مارشال (زاده ۲۱ ژانویه ۱۹۷۹) بازیکن فوتبال حرفه‌ای انگلیسی است که در پست هافبک یا مدافع راست بازی می‌کرد و اکنون در این حرفه بازنشسته شده است. او یک بازی ملی برای تیم ملی زیر ۲۱ سال انگلیس انجام داد.

## حرفه باشگاهی
مارشال حرفه خود را با باشگاه غیر لیگی اینفیلد شروع کرد و سپس وارد باشگاه فوتبال نوریچ سیتی شد. او بعد در ماه مارس ۲۰۰۱، با مبلغ ۶۰۰٬۰۰۰ پوند به باشگاه فوتبال لستر سیتی منتقل شد.
او در ماه اوت ۲۰۰۲ با مبلغ ۷۰۰٬۰۰۰ پوند به باشگاه فوتبال وست برومویچ آلبیون نقل مکان کرد.
مارشال در دوره‌ای که به صورت قرضی به باشگاه فوتبال هال سیتی منتقل شده بود دچار شکستگی پا گردید و مجبور شد در سال ۲۰۰۵ از حرفه فوتبال اعلام بازنشستگی کند.

## آمار حرفه‌ای
| باشگاه             | فصل          | لیگ  | لیگ | جام حذفی فوتبال انگلستان | جام حذفی فوتبال انگلستان | جام اتحادیه باشگاه‌های انگلستان | جام اتحادیه باشگاه‌های انگلستان | سایر | سایر | جمع  | جمع |
| باشگاه             | فصل          | بازی | گل  | بازی                     | گل                       | بازی                           | گل                             | بازی | گل   | بازی | گل  |
| ------------------ | ------------ | ---- | --- | ------------------------ | ------------------------ | ------------------------------ | ------------------------------ | ---- | ---- | ---- | --- |
| نوریچ سیتی         | ۱۹۹۷–۱۹۹۸    | ۴    | ۰   | ۰                        | ۰                        | ۰                              | ۰                              | ۰    | ۰    | ۴    | ۰   |
| نوریچ سیتی         | ۱۹۹۸–۱۹۹۹    | ۴۴   | ۳   | ۱                        | ۰                        | ۵                              | ۰                              | ۰    | ۰    | ۵۰   | ۳   |
| نوریچ سیتی         | ۱۹۹۹–۲۰۰۰    | ۳۳   | ۵   | ۰                        | ۰                        | ۳                              | ۱                              | ۰    | ۰    | ۳۶   | ۶   |
| نوریچ سیتی         | ۲۰۰۰–۲۰۰۱    | ۳۶   | ۳   | ۱                        | ۰                        | ۴                              | ۱                              | ۰    | ۰    | ۴۱   | ۴   |
| نوریچ سیتی         | Total        | ۱۱۷  | ۱۱  | ۲                        | ۰                        | ۱۲                             | ۲                              | ۰    | ۰    | ۱۳۱  | ۱۳  |
| لستر سیتی          | ۲۰۰۰–۲۰۰۱    | ۹    | ۰   | ۰                        | ۰                        | ۰                              | ۰                              | ۰    | ۰    | ۹    | ۰   |
| لستر سیتی          | ۲۰۰۱–۲۰۰۲    | ۳۵   | ۰   | ۲                        | ۰                        | ۱                              | ۰                              | ۰    | ۰    | ۳۸   | ۰   |
| لستر سیتی          | ۲۰۰۲–۲۰۰۳    | ۱    | ۰   | ۰                        | ۰                        | ۰                              | ۰                              | ۰    | ۰    | ۱    | ۰   |
| لستر سیتی          | مجموع        | ۴۵   | ۰   | ۲                        | ۰                        | ۱                              | ۰                              | ۰    | ۰    | ۴۸   | ۰   |
| وست برومویچ آلبیون | ۲۰۰۲–۲۰۰۳    | ۹    | ۱   | ۰                        | ۰                        | ۱                              | ۰                              | ۰    | ۰    | ۱۰   | ۱   |
| وست برومویچ آلبیون | ۲۰۰۳–۲۰۰۴    | ۰    | ۰   | ۰                        | ۰                        | ۰                              | ۰                              | ۰    | ۰    | ۰    | ۰   |
| وست برومویچ آلبیون | مجموع        | ۹    | ۱   | ۰                        | ۰                        | ۱                              | ۰                              | ۰    | ۰    | ۱۰   | ۱   |
| هال سیتی (قرضی)    | ۲۰۰۳–۲۰۰۴    | ۱۱   | ۰   | ۰                        | ۰                        | ۰                              | ۰                              | ۰    | ۰    | ۱۱   | ۰   |
| مجموع حرفه‌ای       | مجموع حرفه‌ای | ۱۸۲  | ۱۲  | ۴                        | ۰                        | ۱۴                             | ۲                              | ۰    | ۰    | ۲۰۰  | ۱۴  |